# Marinha Grande
Marinha Grande est une municipalité (en portugais : concelho ou município) du Portugal, située dans le district de Leiria et la région Centre (région das beiras). La ville compte 10500 habitants et la commune 38800.

## Géographie
Elle est située dans la forêt nationale de Pinhal de Leiria, et à proximité des plages de Praia da Vieira, Nazaré et São Pedro de Moel. Elle est desservie par le train et l'autoroute. Elle est à 75 minutes de Lisbonne et 10 minutes de Leiria.
Marinha Grande est limitrophe :
- au nord et à l'est, de Leiria,
- au sud, d'Alcobaça.

La municipalité dispose en outre d'une façade maritime, à l'ouest, sur l'océan Atlantique et le phare de Penedo de Saudade.

## Histoire
La municipalité, qui avait disparu en 1838 par rattachement de la freguesia de Marinha Grande au concelho de Leiria, fut d'abord élevée au rang de « ville » en 1892, avant de se voir restaurée en 1917 en tant que concelho autonome, groupant Marinha Grande et Vieira de Leiria.
Le 11 mars 1988, Marinha Grande fut élevée au rang de « cité » et, le 12 juillet 2001, se voyait renforcée de la freguesia de Moita, détachée du concelho voisin d'Alcobaça.

## Démographie
| 1920   | 1930   | 1960   | 1981   | 1991   | 2001   | 2004   |
| ------ | ------ | ------ | ------ | ------ | ------ | ------ |
| 10 995 | 11 888 | 20 483 | 31 284 | 32 234 | 34 153 | 38 030 |

L'aire d'influence de Marinha Grande est d'environ 60 000 habitants car l'agglomération s'étend bien au-delà des frontières administratives, jusqu'à Maceira, Monte Real, Albergaria, Pataias et Martingança. La conurbation Marinha Grande-Leiria dépasse les 100 000 habitants.

## Économie
Marinha Grande est la capitale portugaise de la fabrication de verre, avec les unités industrielles Ricardo Gallo, Santos Barosa et Barbosa e Almeida. Néanmoins, l'essentiel de l'emploi est lié au fait qu'elle soit également la capitale européenne de l'industrie de l'injection et de moules pour plastique avec 250 compagnies du secteur présentes.
C'est une des villes les plus industrialisées du Portugal depuis le XVIIIe siècle. C'est essentiellement une ville exportatrice. Forte de sa population et de son industrie, elle pâtit néanmoins d'un déficit commercial et administratif dû à la présence de la ville de Leiria située à peine à 8 km de distance. Les deux villes forment une conurbation de plus de 100 000 habitants, raison pour laquelle la gare futur TGV portugais sera établie entre le centre des deux villes. Elle est au cœur du Pinhal de Leiria (forêt de pins) qui lui sert de base à plusieurs activités liées aux promenades tout terrain, comme au poço do inglês. La ville est aussi reliée à toutes les plages de la côte atlantique entre Pedrógão et Nazaré par des pistes cyclables.
Le niveau de vie y est supérieur à la moyenne portugaise en raison notamment des faibles coûts de logement. La qualité de vie y est hors pair grâce à la vaste forêt, plages, jardins publics, et bonnes infrastructures sportives de la ville.

## Subdivisions
La municipalité de Marinha Grande groupe trois paroisses (freguesia, en portugais) :
- Marinha Grande,
- Moita,
- Vieira de Leiria.